# Dysmicoccus cocotis
Dysmicoccus cocotis är en insektsart som först beskrevs av William Miles Maskell 1890. 
Dysmicoccus cocotis ingår i släktet Dysmicoccus och familjen ullsköldlöss. Inga underarter finns listade i Catalogue of Life.